# Пил, Чарльз Уилсон
Чарльз Уилсон Пил (англ. Charles Willson Peale; 15 апреля 1741, Сент-Пол-Пэриш, Мэриленд — 22 февраля 1827, Филадельфия, Пенсильвания) — американский живописец рубежа XVIII—XIX столетий. Старший брат живописца Джеймса Пила.

## Жизнь и творчество
Обучался рисованию в Бостоне в мастерской Джона Синглтона Копли, крупнейшего американского портретиста и пейзажиста своего времени. Позднее Ч. У. Пил покидает Америку и продолжает своё образование в Лондоне в течение трёх лет, у Бенджамина Уэста. Работы Пила также повторяют тематику его учителей — это преимущественно пейзажная и портретная живопись. Его картины известны подробнейшим исполнением мельчайших деталей, а также искусной передачей игры светотени на полотне.
Произведения Ч. У. Пила, как и другого американского мастера, Фредерика Ремингтона, значительно переработав их, через полтора столетия использовал как основу для своих ранних работ классик абстрактной живописи Рой Лихтенштейн.
Ч. У. Пил и его сын, Рембрандт Пил, были одними из основателей Пенсильванской академии изящных искусств.

## Семья
Был трижды женат:
- с 1762 по 1790 на Рейчел Брюэр, от которой имел десять детей, половина из которых умерли в детстве. Их выжившие дети: Рафаэль, Рембрандт, Рубенс, Анжелика Кауфман и Софонисба Ангвиссола (все дети названы в честь любимых живописцев отца).
- после смерти первой жены с 1791 по 1804 был женат на Элизабет де Пейстер, которая родила ему ещё шестерых детей, в том числе сыновей Тициана и Франклина и дочь Элизабет.
- после смерти второй жены в 1804 году Пил снова женился: на Ханне Мор.

## Галерея

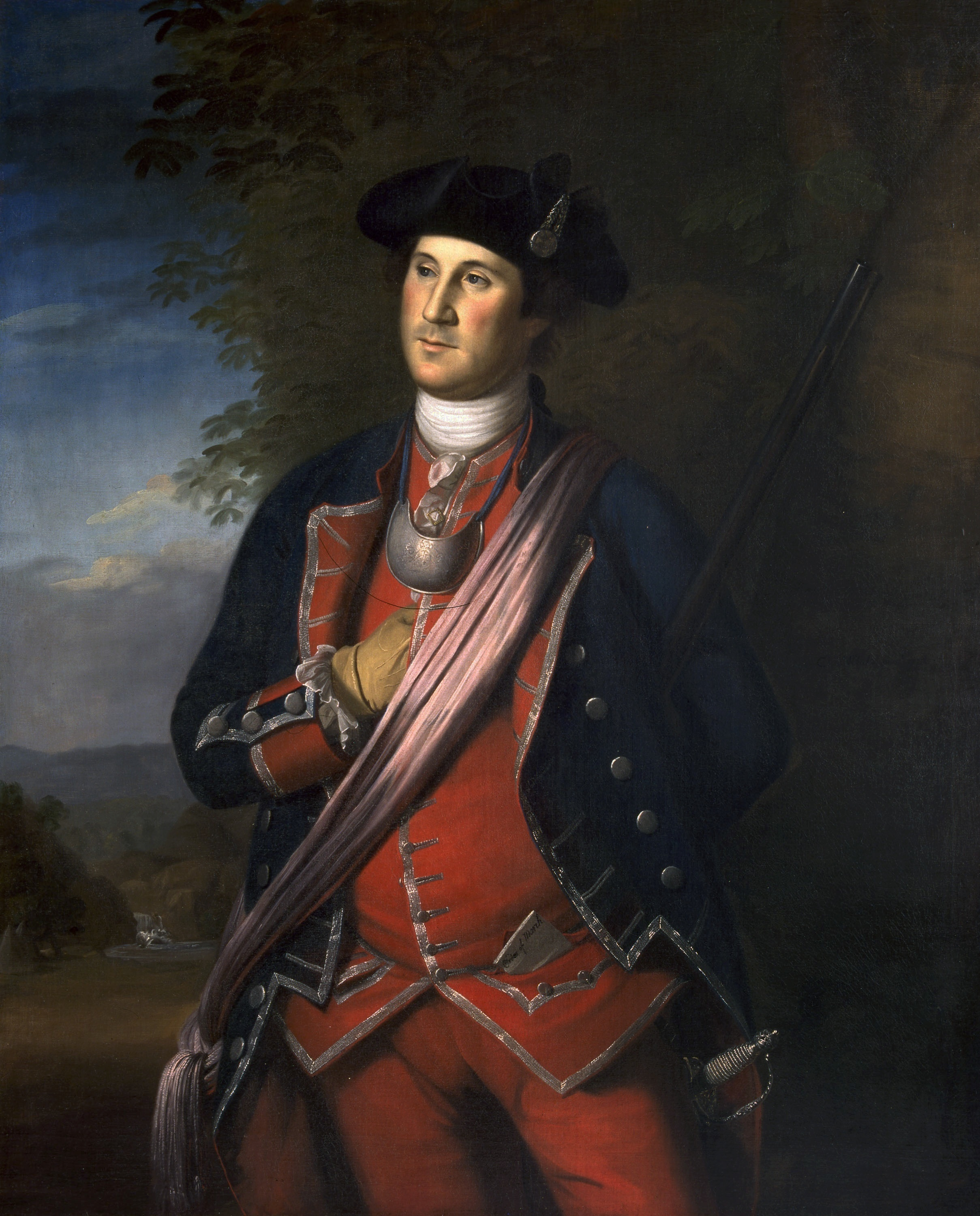
Джордж Вашингтон (1772)
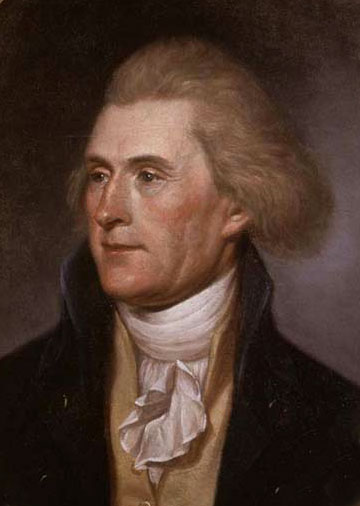
Томас Джефферсон (1791)
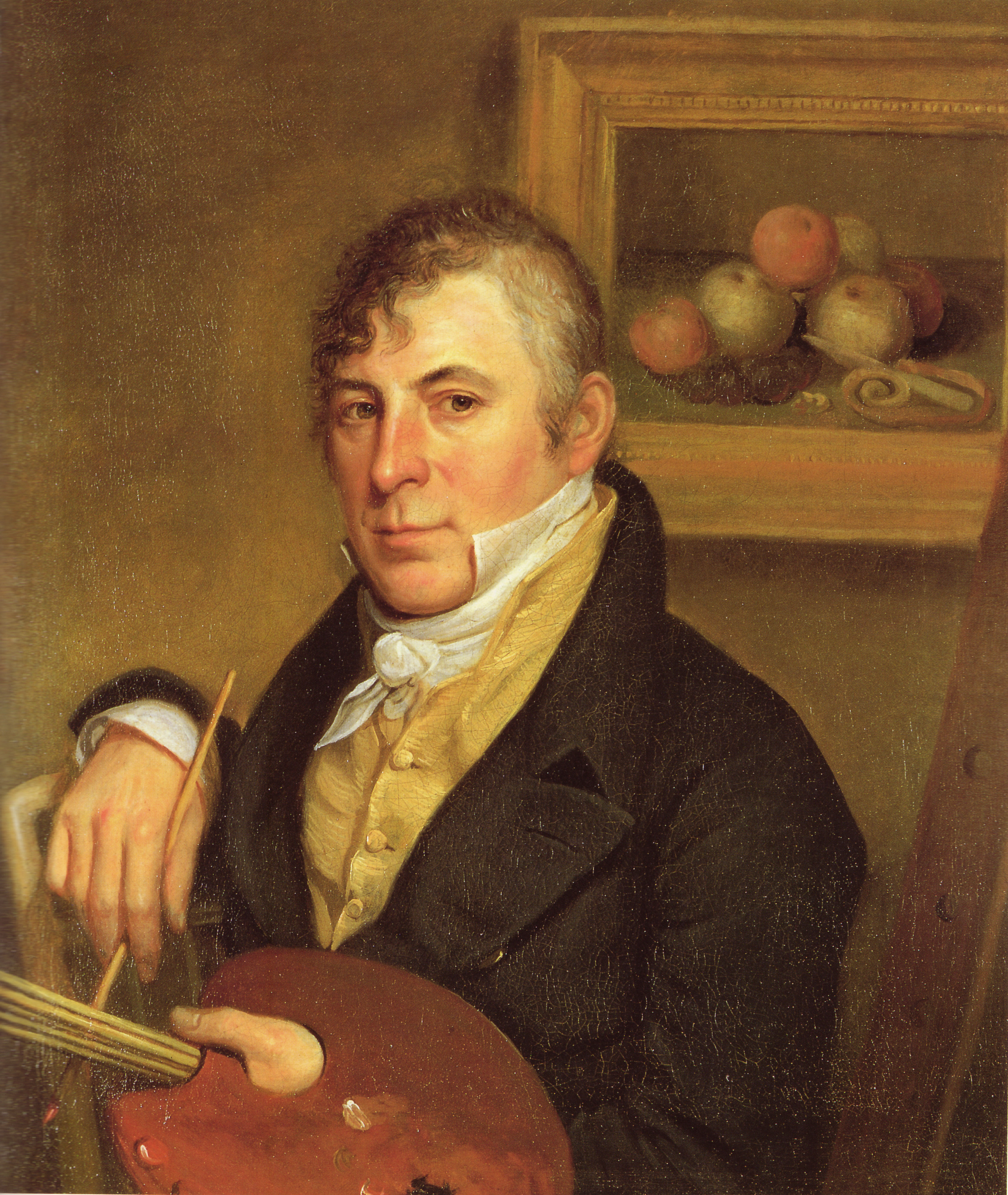
Портрет сына, Рафаэля Пила (1822)
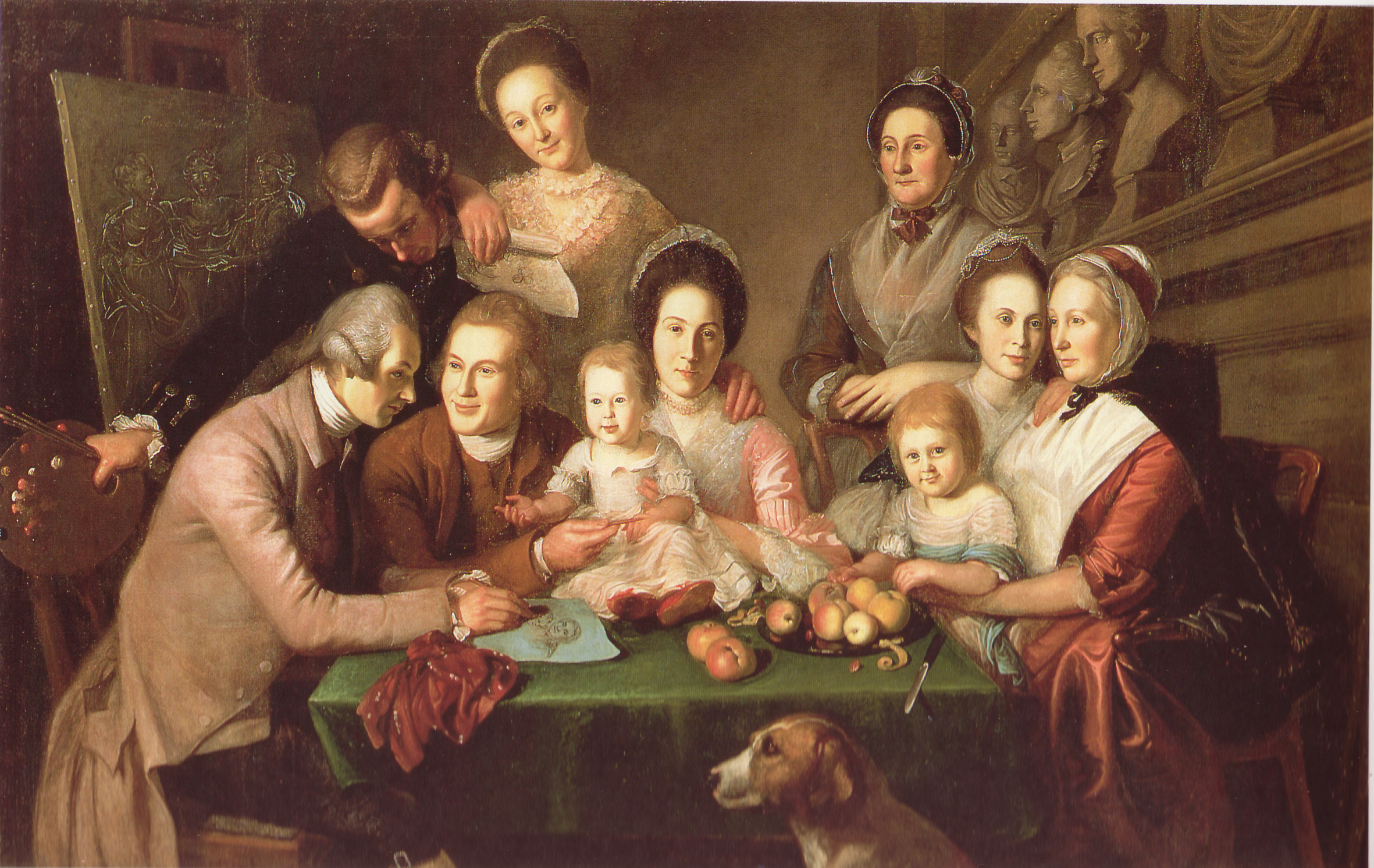
Портрет семьи художника
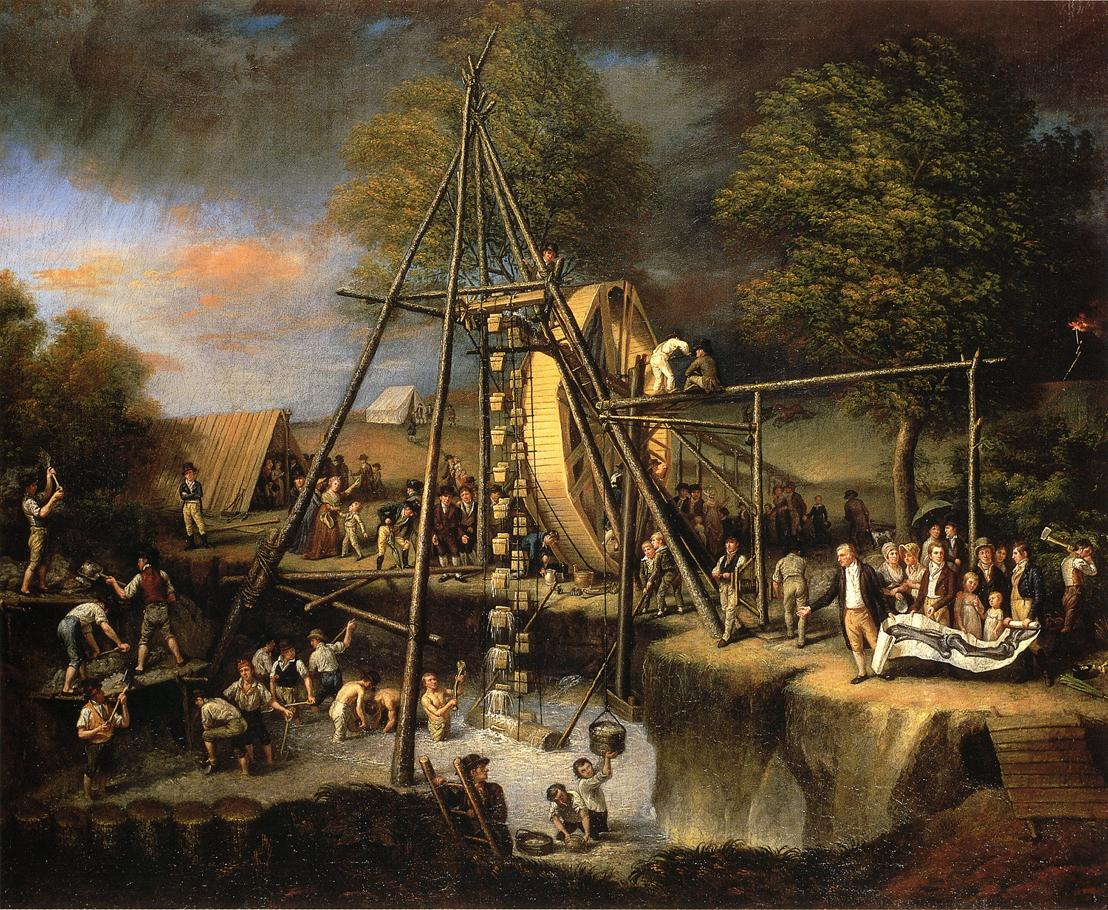
Эксгумация мастодонта
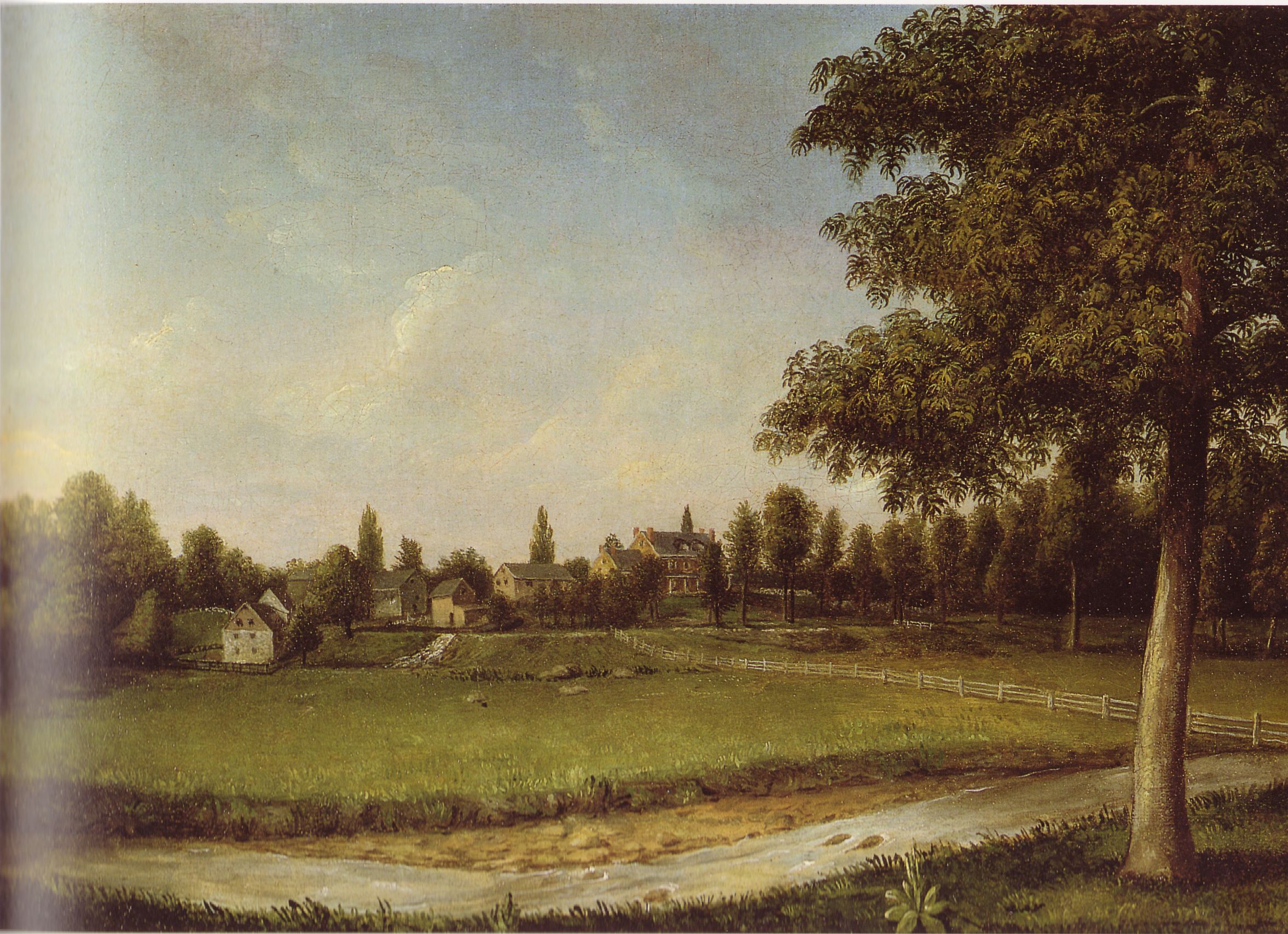
Милль-бэнк